# Acroporium longicaule
Acroporium longicaule är en bladmossart som beskrevs av Fleischer 1923. Acroporium longicaule ingår i släktet Acroporium och familjen Sematophyllaceae. Inga underarter finns listade i Catalogue of Life.